# Grafschaft Wartenberg-Roth
Die Grafschaft Wartenberg-Roth (auch Reichsgrafschaft Wartenberg-Roth) war von 1803 bis 1806 eine reichsunmittelbare Grafschaft im Heiligen Römischen Reich (HRR).

## Geschichte
Im Jahre 1803 wurde die Reichsabtei Rot an der Rot entsprechend den Bestimmungen des Reichsdeputationshauptschlusses säkularisiert. Graf Ludwig von Wartenberg-Roth erhielt den Besitz der Abtei als Entschädigung für die linksrheinische Grafschaft Wartenberg, die die Familie Kolb von Wartenberg aufgrund des Friedens von Lunéville verloren hatte. Die so entstandene Grafschaft Wartenberg-Roth umfasste 13 Dörfer und Weiler. Für die Verwaltung des Besitzes wurde das Patrimonialobervogteiamt Rot an der Rot gebildet.
Da Graf Ludwig von Wartenberg-Roth keine männlichen Nachkommen hatte, adoptierte er am 4. Dezember 1804 seine Stiefneffen, die Brüder Franz Carl Friedrich Ludwig Wilhelm Graf zu Erbach-Erbach (1782–1832) und Franz Georg Friedrich Christian Eginhard Graf zu Erbach-Erbach (1785–1854), mit dem Nachfolgerecht in der Regierung von Wartenberg-Roth in Primogenitur. Die Grafschaft war damit ein Familienfideikommiss. Eine Namen- und Wappenvereinigung zu Graf zu Erbach-Erbach und von Wartenberg-Roth wurde für sie am 20. Januar 1806 in Wien festgelegt.
Über die Grafschaft Wartenberg-Roth übte er bis 1806 volle Souveränität aus, dann wurde sie in das Königreich Württemberg und das Königreich Bayern mediatisiert.

## Nach der Mediatisierung
Im Rahmen der Bildung des Rheinbundes erfolgte die Mediatisierung der Grafschaft. Der Kern der Herrschaft kam zum Königreich Württemberg, das Gebiet um Maria Steinbach als Amt Steinbach an das Königreich Bayern. Graf Ludwig von Wartenberg-Roth behielt als Standesherr umfangreiche Sonderrechte in der bisherigen Grafschaft. Verwaltungsmäßig wurden die Orte der Standesherrschaft Wartenberg-Roth in Württemberg überwiegend dem Oberamt Leutkirch zugeordnet (Kirchberg war teilweise im Oberamt Biberach). 1818 starb Graf Ludwig von Wartenberg-Roth und Erbach trat das Erbe an. Als Standesherr der Standesherrschaft Wartenberg-Roth hatte Carl zu Erbach-Erbach ab 1820 eine Virilstimme in der ersten Kammer der Württembergischen Landstände. Für den bayerischen Teil der Grafschaft war er erbliches Mitglied der Kammer der Reichsräte in Bayern. Nach dessen Tod erbte sein Sohn Eberhard XV. zu Erbach-Erbach die Standesherrschaft. 1844 verkaufte dieser die Standesherrschaft, erwarb sie aber 1858 wieder zurück. Die württembergische Regierung stand jedoch auf dem Standpunkt, dass das Mandat im Landtag 1844 erloschen und durch den Rückkauf nicht wieder aufgelebt sei.

## Umfang
Der württembergische Teil der Grafschaft umfasste Berkheim (teilweise), Haslach, Kirchdorf an der Iller (teilweise), Rot an der Rot, Spindelwag und Kirchberg an der Iller. Kleiner Besitz lag auch im Oberamt Waldsee und Oberamt Laupheim. Der bayerische Teil war als Amt Steinbach Teil des Landgerichtes Grönenbach. Als Patrimonialgericht Steinbach umfasste es 1812 ein Dorf und drei Weiler mit 63 Familien, das waren neben Steinbach Kardorf und Engelharz.
Am 14. November 1808 vereinbarten der Fürst von Metternich und der Graf von Wartenberg-Roth einen Vertrag, nach dem die Jahresrente von 8150 fl., die der Fürst dem Grafen schuldete, in reale Rechte mit einem Jahresertrag von 6000 fl. abgelöst wurde. Damit erhielt der Graf von Wartenberg-Roth die Jagdrechte des Fürsten in der Grafschaft, den Weiler Ergach mit Haldenhaus, den Ochsenhausenschen Antheil an Eichenberg, die Grabenmühle, den Ort Bechtenroth (Oberamt Biberach), den Ochsenhausenschen Antheil an Emishalden (Oberamt Biberach), den Zehnten in Waltenhofen, einen Hof in Wirrenweiler, 1200 Morgen Waldungen mit dem Jagd- und Fischrecht in diesen und den genannten Ortsmarkungen, und das Jagdrecht in dem Freiherrlich von Bömmelbergischen Walde Göhren. Die nachträgliche gerichtliche Bestätigung dieses Vertrags erfolgte am 12. Juni 1833 durch den Königlichen Gerichtshof für den Donaukreis. Im Königreich Bayern wurde bis 1848 die Patrimonialgerichtsbarkeit aufgehoben.